# Károly Mécs
Károly Mécs (n. 10 ianuarie 1936, Budapesta, Regatul Ungariei – d. 26 februarie 2025, Budapesta, Ungaria) a fost un actor și regizor de teatru maghiar, câștigător al premiilor Kossuth și Jászai Mari, distins cu titlurile de artist emerit, maestru al artei și artist al națiunii.

## Biografie
Károly Mécs s-a născut pe 10 ianuarie 1936, la Budapesta. A învățat la Gimnaziul Toldy din Budapesta și apoi a început studii la Școala de actorie fondată de Kálmán Rózsahegyi. A absolvit în 1961 Academia de Teatru și Film din Budapesta la clasa profesoarei Zsuzsa Simon. I-a avut ca profesori pe József Gáti și Ida Versényi.
Și-a început cariera de actor în anul 1958 la Teatrul Național din Budapesta, apoi a jucat (din 1960) la Teatrul Petőfi și în perioada 1961-1963 la Teatrul Național din Szeged, unde a jucat alături de József Szendrő.
Începând din 1963 Emil Keres și Károly Kazimir l-au chemat la Teatrul Thália/Arizona, unde a jucat până în 1996. Timp de nouă ani a fost actor principal la Teatrul German din Szekszárd.
El a fost timp de mai mulți membru al trupei Budaörsi Játékszín, regizând mai multe piese de teatru. În plus, a fost invitat de mai multe ori să interpreteze la Teatrul Karinthy, la Teatrul Național și la Teatrul Szigligeti din Szolnok. Începând din 2001 a jucat la Opera Maghiară de Stat.
În 2016 a fost ales artist al națiunii în locul lui László Sinkó, care a decedat în 2015.

## Roluri în piese de teatru
Numărul rolurilor interpretate potrivit evidențelor teatrale este de 125. Printre acestea se numără următoarele:
- Nestroy-Heltai: Lumpáciusz Vagabundusz avagy a három jómadár....Hilárisz
- József Darvas: Kormos ég....Joó Laci
- George Bernard Shaw: Candida....Eugene Marchbanks
- Arbuzov: Tánya....Parancsnok helyettes
- William Shakespeare: Antoniu și Cleopatra....Alexas
- Katalin Benedek: Idegen utcában....Imre
- Saidy-Harburg: Szivárványvölgy....Woody
- Shakespeare: Romeo și Julieta....Romeo
- Brammer-Grünwald: Cirkuszhercegnő....Pecsovics
- Sándor Bródy: A tanítónő....Ifj. Nagy; Káplán
- Shaw: Az ördög cimborája....Dudgeon Richárd
- Rozov: Felnőnek a gyerekek....Alekszej
- László Németh: Az utazás....Tisztelő
- Goethe: Egmont....Egmont gróf
- Imre Harmath: Maya....Dixi
- Arthur Miller: Az ügynök halála....Happy
- Karel Čapek: A rabló....A rabló
- Béla Balázs: A kékszakállú herceg vára....A regős
- Jean Racine: Britannicus....Britannicus
- Endre Fejes: Rozsdatemető....Író; Dr. Mátyás Vilmos
- Szolovjev-Vitkovics: Naszreddin kalandjai....Naszreddin Hodzsa
- Ferenc Móra: Móra Ferenc emlékest
- Levitt: Parancsra tettem....George Gray
- Diderot: Az apáca....Szerafin páter
- Sartre: Az Ördög és a Jóisten....Karl
- Shakespeare: Richard al II-lea....Richard al II-lea
- József Babay: Három szegény szabólegény....Posztó Márton
- Larni: A negyedik csigolya...Maxwell Bodenheim
- Babel: Alkony....Levka
- Ede Tóth: A falu rossza....Tóth Ede
- Hochhuth: A helytartó....Gerstein
- Mrożek: Károly....Unoka
- Endre Fejes: Mocorgó....Főhadnagy
- Goethe: Torquato Tasso....II. Alfonz
- Sándor Petőfi: Tigris és hiéna....Borics
- Sándor Tóth Somogyi: Szerencse vagy halál....Ügyész
- József Darvas: Zrínyi....Zrínyi György
- Neruda: Joaquin Murieta tündöklése és bukása....Joaquin Murieta
- Babel: Mária....Golicin
- Szatmári-Kazimir: Bachus....Venus
- Hemingway: Pentru cine bat clopotele....Robert Jordan; Andres
- Ortutay-Kazimir: Kalevala....Lemminkejnen
- Zsigmond Móricz: Fii bun până la moarte....János úr
- Gábor Goda: A planétás ember....Lutter ezredes
- Iván Sándor: Kvartett....Az egyik ember
- Pálfy-Kazimir: A magyar kérdés....Cseh diplomata
- Sándor Bródy: A dada....Viktor
- Milton: Elveszett paradicsom....Sátán
- Roger Martin du Gard: Familia Thibault....Daniel
- Sándor Weöres: A holdbeli csónakos....Bolond Istók
- Heller: Irány New Heaven....Starkey
- Kazimir-Jánosy: Ramajana....Ráma királyfi
- Kazimir-Kristóf: Bartókiána
- Gyula Illyés: Bál a pusztán....Segédtiszt
- Pagogyin: Arisztokraták....Gromov
- Greene: Csendes amerikai....Vigot
- Csokor: Isten veled Monarchia....Zierowitz
- Béla Zsolt: Erzsébetváros....Gyula
- László-Bencsik Sándor: Történelem alulnézetben....Kántor
- Ödön von Horváth: Don Juan visszatér
- Malraux: A remény....García
- József Katona: Bánk bán....II. Endre
- Andor Kellér: Bal négyes páholy....Molnár Ferenc
- Iván Mándy: Gong....János
- Ferenc Karinthy: Házszentelő....Dr. Brenner Egon
- András Simonffy: A japán szalon....Faragho Gábor
- Sztratiev: Velúrzakó....Ivan barátja
- Hochhuth: Jogászok....Klaus
- Mihály Filadelfi: Torzó Messiás
- Lajos Mesterházi: Pesti emberek....Béla
- Hochwälder: A szent kísérlet....Lorenzo Querini Rómából
- Fallada: Mi lesz veled, emberke?....Heilbutt
- Gelman: Magasfeszültség....Andrej Golubjev
- Aitmatov: O zi mai lungă decât veacul....Abutalip Kuttubájev
- Gyula Illyés : Fáklyaláng....Görgey Artúr
- Tolstoi: Război și pace....Naratorul
- András Mezei: Magyar kocka....Dr. Laczi Tibor
- Miklós Gyárfás: Hangok komédiája....A színész
- László Németh: Harc a jólét ellen....Dr. Tornyai
- Gorin: Gyalog a holdsugáron....Polgármester
- István Tamás: A pápa és a császár....VII. Pius
- Misarin: Ezüstlakodalom....Vibornov Gennagyij Georgievics
- Péter Siposhegyi: Csak egy tánc volt....Főnök
- Barillet-Grédy: Big Love....René
- Armand Salacrou: Túl tisztességes hölgy....Robert
- Lestyán-Vaszary: Potyautas....Shell
- Ibsen: A tenger asszonya....Dr. Wangel
- István Eörsi: Az áldozat....Domitius
- Áron Tamási: Hegyi patak....Vikáros
- Bertolt Brecht: Die Dreigroschenoper....Mackie Messer
- Alfonso Sastre: A szájkosár....Roch felügyelő
- Victor Hugo: A királyasszony lovagja....Alba gróf és Covadenga
- Lessing: Nathan der Weise....Szaladin szultán
- Thomas: Szegény Dániel....A plébános
- Imre Kálmán : Csárdáskirálynő....Kerekes Ferkó
- Dürrenmatt: Romulus der Große....Odoaker
- András Nagy: Don Juan, a sevillai, a kővendég és a szédelgő....Don Ottavio
- Zsigmond Móricz: Úri muri....Zselyez Balogh Ábel
- Goethe: Die Mitschuldigen
- Hampton: Hollywoodi mesék....Thomas Mann
- Géza Baróti: Bástyasétány 77....Török professzor
- Sándor Márai: Kaland
- Ferenc Molnár: Játék a kastélyban....Turai
- Stephanie: Szöktetés a szerájból....Szelim pasa
- János Székely: Caligula helytartója....Decius római lovag
- Miklós Tóth-Máté: Rodostó....II. Rákóczi Ferenc
- Miklós Tóth-Máté: A zsoltáros és a zsoldos....Kapitány
- Lope de Vega: A kertész kutyája....Ottavio
- Ferenc Molnár: Harmónia....Prelátus
- Sándor Márai: Egy úr Velencéből....Párma grófja
- Stendhal: Roșu și negru....A herceg
- László Szilágyi: Csókos asszony....Tarpataky báró
- Áron Tamási: Vitéz lélek....Ambrus

## Filmografie

### Filme de cinema
- Merénylet (1960)
- A Noszty fiú esete Tóth Marival (1960)
- Két emelet boldogság (1960)
- Az ígéret földje (1961)
- Napfény a jégen (1961)
- Esős vasárnap (1962)
- Miért rosszak a magyar filmek? (1964)
- Ha egyszer húsz év múlva (1964)
- Fiii omului cu inima de piatră (1965)
- Különös házasság (1965)
- Hekus lettem (1972)
- A magyar ugaron (1973)
- Kopjások (1975)
- 141 perc A befejezetlen mondatból (1975)
- Köznapi legenda (1976)
- Lúdas Matyi (desene animate, 1976) – vocea lui Mesélő
- 80 de husari (1978)
- Októberi vasárnap (1979)
- Vámmentes házasság (1980)
- Élve vagy halva (1980)
- Hogyan felejtsük el életünk legnagyobb szerelmét…? (1980)
- Macskafogó (desene animate, 1986) – vocea lui Edlington
- Vadon (1989)
- Radetzkymarsch (1995)
- A játékos (1997)
- Nemkívánatos viszonyok (1997)
- A napfény íze (1999)
- Sacra Corona (2001)
- Hotel Szekszárdi (2002)
- A hét nyolcadik napja (2006)
- Macskafogó 2. – A sátán macskája (desene animate, 2007) – vocea lui Edlington

### Filme de televiziune
- Az utolsó budai pasa (1963)
- Mocorgó (1967)
- Bors (serial TV, 1968)
- Egy óra múlva itt vagyok… (serial TV, 1971)
- A Fekete Mercedes utasai (1973)
- Szeptember végén (1973)
- Asszony a viharban (1975)
- A sas meg a sasfiók (1975)
- Sztrogoff Mihály (1975)
- Fogságom naplója (1977)
- Hungária Kávéház (1977)
- Megtörtént bűnügyek din seria A kiskirály (1978)
- Ady-novellák (1978)
- A nagyenyedi két fűzfa (1979)
- Horváték (1981)
- A tenger 1-6. (1982)
- Krízis (1984) - Barnabás[14]
- A kárókatonák még nem jöttek vissza (1985)
- Kémeri 1-5. (1985)
- Gyilkosság két tételben (1987)
- Tizenkét hónap az erdőn (serial TV, 1989) - narator
- Hölgyek és urak (1991)
- A körtvélyesi csíny (1995)
- Hotel Szekszárdi (2002)
- Másfélmillió lépés Magyarországon – Bajától Tokajig (2014) - narator[15]

## Dublaje de voce

### Dublaje în seriale TV
- Sztrogoff Mihály (1975)
- Az Orion űrhajó fantasztikus kalandjai: maiorul Cliff Allister McLane, comandantul navei Orion – Dietmar Schönherr
- Moștenirea familiei Guldenburg: Dr. Max von Guldenburg – Jürgen Goslar
- Falcon Crest: Dr. Michael Ranson – Cliff Robertson

### Dublaje în filme
| An          | Titlu                                | Rol                                              | Actor dublat         |
| 1936        | Romeo și Julieta                     | Mercutio, vărul prințului și prietenul lui Romeo | John Barrymore       |
| 1937        | Albă ca zăpada și cei șapte pitici   | Povestitor                                       |                      |
| 1937        | Un carnet de bal                     | Eric Irvin                                       | Pierre Richard-Willm |
| 1938        | Aleksandr Nevsky                     | Cneazul Aleksandr Nevski                         | Nikolai Cerkasov     |
| 1939        | Destry                               | Kent                                             | Brian Donlevy        |
| 1939        | Intermezzo                           | Holger Brandt                                    | Leslie Howard        |
| 1940        | Șapte păcate                         | Dan                                              | John Wayne           |
| 1940        | Drumul lung către ccasă              | Căpitanul                                        | Wilfrid Lawson       |
| 1940        | Podul Waterloo                       | Roy Cronin                                       | Robert Taylor        |
| 1941        | Vi-l prezint pe John Doe             | Henry Connell                                    | James Gleason        |
| 1941        | Șoimul maltez                        | Sam Spade                                        | Humphrey Bogart      |
| 1941        | Frumoasa din New Orleans             |                                                  |                      |
| 1944        | A avea sau a nu avea                 | Harry Steve Morgan                               | Humphrey Bogart      |
| 1944        | Henric al V-lea                      | Henry V                                          | Laurence Olivier     |
| 1946        | Străinul                             | Dr. Jeffrey Lawrence                             | Byron Keith          |
| 1947        | Bumerangul                           | Henry L. Harvey, avocat                          | Dana Andrews         |
| 1947        | Le Diable au corps                   | François Jaubert                                 | Gérard Philipe       |
| 1948        | Scandal internațional                | căpitanul John Pringle                           | John Lund            |
| 1948        | Macbeth                              |                                                  |                      |
| 1948        | Ioana D'Arc                          |                                                  |                      |
| 1949        | Orez amar                            | Marco                                            | Raf Vallone          |
| 1949        | Cristofor Columb                     | Cristofor Columb                                 | Bruce March          |
| 1950        | Oameni curajoși                      | Vadim Nikolajevich Beleckij                      | Oleg Solyus          |
| 1952        | High Noon                            | șeriful Will Kane                                | Gary Cooper          |
| 1952        | Caravană spre Vest                   | Glyn McLyntock                                   | James Stewart        |
| 1952        | Fanfan la Tulipe                     | Istoricul                                        | Jean Debucourt       |
| 1953        | Atâta timp cât ești de partea mea... | Stefan Berger                                    | Hardy Krüger         |
| 1953        | Sărută-mă, Kate!                     | Fred Graham `Petruchio`                          | Howard Keel          |
| 1954        | Revolta de pe Caine                  | lt. Steve Maryk                                  | Van Johnson          |
| 1955        | Prietenie                            |                                                  |                      |
| 1955        | Mâna stângă a lui Dumnezeu           | James 'Jim' Carmody                              | Humphrey Bogart      |
| 1955        | Nu suntem îngeri                     | Joseph                                           | Humphrey Bogart      |
| 1956        | Bigamul                              |                                                  |                      |
| 1956        | Vrăjitoarea                          | Camoin                                           | Michel Etcheverry    |
| 1956        | Mâna lungă                           | sergentul Ward                                   | John Stratton        |
| 1956        | Notre Dame de Paris                  | căpitanul Gaston Phoebus de Chateaupers          | Jean Danet           |
| 1956        | The Wrong Man                        | Emmanuel Christopher `Manny` Balestrero          | Henry Fonda          |
| 1957        | Pe Donul liniștit                    | Stockman                                         | Viliam Shatunovsky   |
| 1957        | Confesiunile unui escroc             | Stanko                                           | Heinz Reincke        |
| 1957        | Gunfight at the O.K. Corral          | Seriful Wyatt Earp                               | Burt Lancaster       |
| 1958        | Ferma din Arizona                    | James McKay                                      | Gregory Peck         |
| 1958        | Frunze în vânt                       | Jacques                                          | Ernst Stankovski     |
| 1958        | Montparnasse 19                      | Léopold Zborowsky                                | Gérard Séty          |
| 1968 (1988) | Acolo unde se avântă vulturii        | John Smith                                       | Richard Burton       |
| 1968        | Funny Girl                           | Nick                                             | Omar Sharif          |
| 1975        | Un geniu, doi prieteni și un fraier  | Maiorul Cabot                                    | Patrick McGoohan     |
| 1975        | Domnul Klein                         | Robert Klein                                     | Alain Delon          |
| 1983        | Fiți cuminți dacă puteți             | Ignatius de Loyola                               | Philippe Leroy       |
| 1986        | Culoarea banilor                     | Eddie Felson                                     | Paul Newman          |
| 1991        | Frumoasa și bestia                   | Povestitor                                       |                      |

## Premii și distincții
- Premiul Jászai Mari (1970)
- Premiul SZOT (1973)
- Artist emerit (1977)
- Premiul Kazinczy (1995)
- Ofițer al Ordinului de Merit al Republicii Ungare (1996)
- Maestru al artei (2002)
- Premiul Kossuth (2013)
- Cetățean de onoare al Budapestei (2013)[16]
- Premiul de excelență pentru întreaga activitate Cornelius (2015)
- Artist al națiunii (2016)

## Filme documentare dedicate lui
- Egy történet, egy zene – Aki mesél: Mécs Károly... (2005)
- Hogy volt?! – Mécs Károly felvételeiből (2013)
- Mécs Károly – Álmában nevet (2014)